# Rákoscsaba-Újtelep megállóhely
Rákoscsaba-Újtelep Budapest egyik vasúti megállóhelye a XVII. kerületben, Rákoscsaba-Újtelepen, a Budapest–Hatvan-vasútvonalon, melyet a Magyar Államvasutak Zrt. (MÁV) üzemeltet.

## Története
A megálló Szent Imre herceg útja felőli oldala mentén Európai Uniós finanszírozásból összesen 28 P + R parkolót építettek, valamint egy 20 kerékpár tárolására alkalmas biciklitárolót (bike and ride), amit 2010-ben adtak át. Az állomás jobb kiszolgálásáért 2014-ben elindult a 297-es busz, ami részben a vasúti menetrendhez igazítva, részben telebusz rendszerben közlekedik Rákoscsabán.
2018-ban a Budapest–Hatvan-vasútvonal felújítása során az állomást átépítették, peronjait felújították, a régi, lefalazott, használaton kívüli állomásépületet és betonkerítést elbontották. 2020-2021-ben zajvédőfal épült a vasút mentén a teljes XVII. kerületben, így az állomás mellett is.

## Megközelítés budapesti tömegközlekedéssel
- Busz:  98, 176E, 275, 297

## Forgalom
| Járat        | Útvonal | Gyakoriság           |
| ------------ | --- | -------------------- |
| S80          | Budapest-Keleti – Kőbánya felső – Rákos – Akadémiaújtelep – Rákosliget – Rákoscsaba-Újtelep – Rákoscsaba – Pécel – Isaszeg – Gödöllő-Állami telepek – Gödöllő (– Máriabesnyő – Bag – Aszód – Hévízgyörk – Galgahévíz – Tura – Hatvan – napi 1 tovább Füzesabony felé) | Félóránként          |
| személyvonat | Gyöngyös → Gyöngyöshalász → Vámosgyörk → Hatvan → Tura → Aszód → Bag → Máriabesnyő → Gödöllő → Isaszeg → Pécel → Rákoscsaba → Rákoscsaba-Újtelep → Rákosliget → Akadémiaújtelep → Rákos → Kőbánya felső → Budapest-Keleti                                             | Napi 1 Budapest felé |